# 斬蛇剣
斬蛇剣（ざんじゃけん）は、前漢の高祖劉邦が秦末の反乱時に使用した伝説の剣。別名「赤霄剣」とも称される。
秦末期、亭長であった劉邦が驪山への囚人護送中に逃亡者が続出したため自らも徒党を率いて反乱を決意。その途上で巨大な白蛇に道を阻まれた際、これを斬り殺したとされる。後に老婦が「我が子（白帝の子）を赤帝の子に殺された」と泣き叫んで消えるという奇跡が起こり、秦王朝（白帝の後裔と称した）を滅ぼす天命の象徴と解釈された。

## 特徴
- 剣身に「赤霄」の銘文（大篆書体）[1]
- 七色の珠と九華玉で装飾され、霜雪のような光沢を放つ[4]
- 長さ3尺（秦制：約69.3cm）で鉄製[5]

## 歴史的経緯
1. 前206年 - 劉邦が垓下の戦いで勝利し漢王朝を樹立後、伝国璽と並ぶ皇室の至宝となる[5]
2. 前漢時代 - 皇帝即位式や行幸時に儀礼用として使用[6]
3. 西晋時代 - 武庫に収蔵されるが295年の火災で消失。『晋書』によれば剣は屋根を突き破って飛去したと記録[7]
4. 後世伝承 - 日本神話の天叢雲剣（草薙剣）伝説との共通点が指摘される。天叢雲の名は、八岐大蛇の尾部から発見された際に「大蛇の頭部に常に雲が纏っていた」という描写に由来し、一方『史記』における斬蛇剣伝説も「赤帝の子（劉邦）が白帝の子（白蛇）を斬る」という天命の雲気的モチーフを含む。両剣の伝承は「蛇退治」「剣の神聖性」「王権の象徴」という構造的類似性を持ち、東アジアにおける剣文化の共有テーマとして解釈される事例がある[8]

## 文化的影響
- 中国神話における「草莽からの英雄」の象徴として現代メディアで頻繁に引用
- 三国志を題材としたゲーム作品（『三國志 (ゲーム)』『真・三國無双』）で最強武器の一つとして登場
- 日本では『刀剣乱舞』など刀剣擬人化コンテンツで「赤霄」名でキャラクター化